# Trébabu
Trébabu é uma comuna francesa na região administrativa da Bretanha, no departamento Finisterra. Estende-se por uma área de 4,38 km². Em 2010 a comuna tinha 369 habitantes (densidade: 84,2 hab./km²).